# Tour dei Combined British 1910
Il Tour Combined British del 1910 in Argentina è un tour di una squadra di rugby retroattivamente "accomunata" ai British and Irish Lions e disputato da 16 giocatori inglesi e tre scozzesi, selezionati dall'Università di Oxford. Gli organizzatori del tour denominarono il team "English Rugby Union team", ma gli ospitanti argentini lo ribattezzarono "Combinado Britannico". 
La squadra del 1910 è stata definita come una dei tre "Tour dei Lions smarriti" ("lost lions" tours).
Per l'Argentina questo tour diede inizio alla sua storia internazionale e il test del 12 giugno è considerato come il primo test ufficiale per la federazione argentina.. Va detto che la stessa nazionale argentina era formata da giocatori di origine britannica.

## Storia
Nel 1910 il primo team ufficiale delle Isole Britanniche era stato inviato in tour in Sudafrica per la quarta volta, nell'ottavo tour di una selezione britannica. Fu il primo tour organizzato ufficialmente dalle quattro federazioni. 
Parallelamente RV Stanley, più noto come Major Stanley of Oxford, e più tardi selezionatore dell'Inghilterra, organizzò un tour ufficioso in Argentina. John Raphael, l'estremo inglese, fu selezionato come capitano dell'England Rugby Union team; denominazione peraltro poco appropriata, a causa della presenza dei tre scozzesi, cosicché gli argentini preferirono correttamente parlare di Combinado Britannico.
Furono disputati sei match, tutti vinti dai britannici, compreso il primo test ufficiale dell'Argentina.

## Squadra
Solo quattro giocatori avevano già disputato incontri internazionali: 
- John Raphael, estremo inglese
- Alexander Palmer, un neozelandese che aveva giocato ala per l'Inghilterra
- Barzillai Bennetts, ala dell'Inghilterra
- Anthony Henniker-Gotley, mediano dell'Inghilterra

## Risultati
| Buenos Aires 26 maggio 1910 | Argentina A | 13 – 17 | Combined British |  |

| Buenos Aires 29 maggio 1910 | Belgrano | 0 – 58 | Combined British |  |

| Buenos Aires 2 giugno 1910 | Argentina B | 5 – 39 | Combined British |  |

| Buenos Aires 6 giugno 1910 | URBA | 0 – 28 | Combined British |  |

| Arbitro: | T Duncan |

|            |      |                               |
| MacCarthy' | mt   | Fraser Monks (2) Raphael Ward |
|            | tr   | Harrison (2) Raphael          |
|            | c.p. | Harrison                      |
|            | drop | Monks                         |

| Buenos Aires 17 giugno 1910 | Argentinos Nativos | 10 – 41 | Combined British |  |